# Bezins-Garraux
Bezins-Garraux är en kommun i departementet Haute-Garonne i regionen Occitanien i södra Frankrike. Kommunen ligger i kantonen Saint-Béat som tillhör arrondissementet Saint-Gaudens. År 2022 hade Bezins-Garraux 44 invånare.

## Befolkningsutveckling
Antalet invånare i kommunen Bezins-Garraux
Referens:INSEE